# D'Urville Martin
D'Urville Martin (New York, 11 febbraio 1939 – Los Angeles, 28 maggio 1984) è stato un attore e regista statunitense.

## Filmografia parziale

### Attore
Cinema
- Black Like Me, regia di Carl Lerner (1964)
- Indovina chi viene a cena? (Guess Who's Coming to Dinner), regia di Stanley Kramer (1967)
- Rosemary's Baby - Nastro rosso a New York (Rosemary's Baby), regia di Roman Polanski (1968)
- L'uomo caffelatte (Watermelon Man), regia di Melvin Van Peebles (1970)
- Black Caesar - Il Padrino nero (Black Caesar), regia di Larry Cohen (1973)
- Tommy Gibbs criminale per giustizia (Hell Up in Harlem), regia di Larry Cohen (1973)
- Boss Nigger, regia di Jack Arnold (1975)
- Sheba, Baby, regia di William Girdler (1975)
- Dolemite, anche regista (1975)
- Death Journey, regia di Fred Williamson (1976)
- Black Samurai, regia di Al Adamson (1977)
- The Bear, regia di Richard C. Sarafian (1984)

Televisione
- Daktari – serie TV, episodio 2x06 (1966)
- Insight – serie TV, 5 episodi (1968-1975)
- Giovani avvocati (The Young Lawyers) – serie TV, episodio 1x20 (1971)

### Regista
- Dolemite (1975)
- Disco 9000 (1977)